# Camoradi
Casner Motor Racing Division, eller Camoradi, var ett privat amerikanskt racingstall som drevs av racerföraren Lloyd Casner.
Camoradi körde främst sportvagnsracing och då oftast med Maserati-bilar, men man ställde även upp i några formel 1-lopp. Andra förare som kört för stallet inkluderar Masten Gregory, Dan Gurney, Carroll Shelby och Stirling Moss. Verksamheten upphörde sedan Casner omkommit vid träningen inför Le Mans 24-timmars 1965.

## F1-säsonger

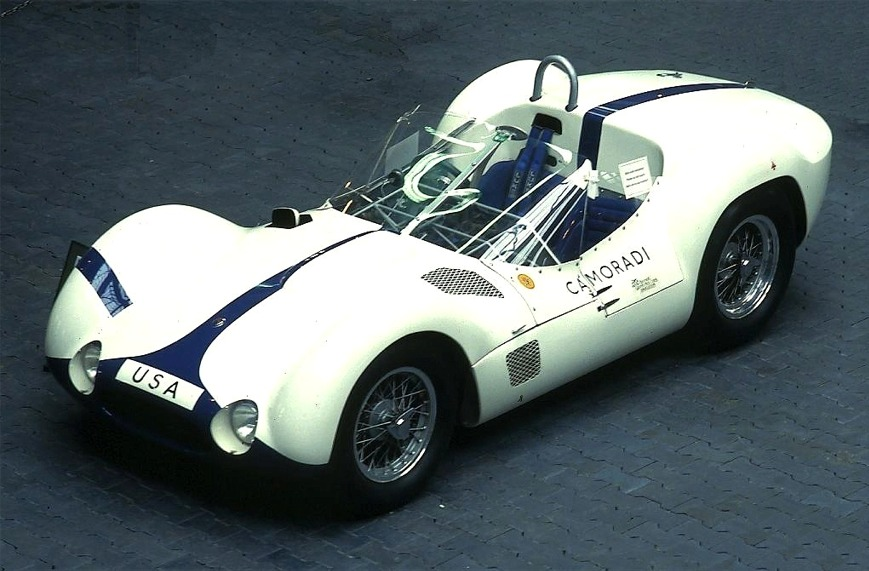
Camoradis Maserati Tipo 61.

| Säsong | Tävlingsnamn           | Bil                 | Motor           | Poäng | Förare 1       | Förare 2    |
| ------ | ---------------------- | ------------------- | --------------- | ----- | -------------- | ----------- |
| 1959   | Camoradi USA           | Tec-Mec-Maserati    | Maserati 2.5 L6 | 0     | Fritz d'Orey   |             |
| 1960   | Camoradi International | Behra-Porsche       | Porsche 1.5 B4  | 0     | Masten Gregory | Fred Gamble |
| 1961   | Camoradi International | Cooper T53 Lotus 18 | Climax 1.5 L4   | 0     | Masten Gregory | Ian Burgess |